# Paratendipes nitidulus
Paratendipes nitidulus är en tvåvingeart som först beskrevs av Daniel William Coquillett 1901.  Paratendipes nitidulus ingår i släktet Paratendipes och familjen fjädermyggor. Inga underarter finns listade i Catalogue of Life.